# Omar Borrás
Omar Borrás, vollständiger Name Omar Bienvenido Borrás Granda, (* 15. Juni 1929 in Montevideo; † 19. Oktober 2022) war ein uruguayischer Fußballtrainer.

## Karriere
Profesor Borrás – über einen tatsächlichen akademischen Titel verfügte er nicht – war zu Beginn seiner Laufbahn zunächst als Mitglied des Trainerstabs (preparador físico) und Co-Trainer tätig. Ab 1966 war Borrás Mitarbeiter des seinerzeitigen uruguayischen Nationaltrainers Ondino Viera. Bei der Weltmeisterschaft 1966 wirkte er beim uruguayischen Team an dessen Seite als Co-Trainer. Schließlich übernahm er auch Mannschaften aus der Ersten Liga als verantwortlicher Trainer. Anfang der 1970er Jahre betreute Borrás den Verein Huracán Buceo als Trainer. Bei dieser ersten Traineranstellung in der Primera División belegte er mit dem Team 1970 den dritten Platz und gewann die Copa Montevideo, die die nach Nacional und Peñarol bestplatzierte Mannschaft erhielt. 1975 trainierte er die Montevideo Wanderers und qualifizierte sich mit diesen erstmals für den Wettbewerb um die Copa Libertadores. Mit Beginn der in Uruguay 1973 platzgreifenden zivil-militärischen Diktatur machte dann auch Borrás als aktiver Kollaborateur Karriere. Am 8. Juni 1977 war er bei der 0:2-Niederlage im Freundschaftsspiel gegen die DFB-Auswahl erstmals als Nationaltrainer für die "Celeste" verantwortlich.
1982 führte sein Weg aus einer Verwaltungsanstellung im sporttechnischen Bereich auf den Trainerstuhl der Nationalmannschaft. Unterbrochen war seine Zeit als Nationaltrainer im Jahr 1983, als Borrás seinen ehemaligen Spieler Óscar Tabárez mit der Aufgabe betraute, die Trainerrolle der Nationalmannschaft bei den Panamerikanischen Spielen 1983 zu übernehmen. Im selben Jahr gewann das Nationalteam anschließend wieder unter der Leitung von Borrás, dem in seiner Zeit als Nationaltrainer Otero zur Seite stand, die Copa América 1983. Nachdem Uruguay 1985 den Weg zurück aus der Militärdiktatur gefunden hatte, wurde auch Borrás in Frage gestellt. Er verblieb jedoch mit der Begründung im Amt, dass man, solange die Celeste gewinne, keine Argumente habe. Obwohl ihm zahlreich Kritik entgegengebracht wurde, dass er nichts von Fußball verstünde und er „kein Mann des Fußballs“ sei, gelang ihm mit der Nationalelf die Qualifikation zur Weltmeisterschaft des Jahres 1986. Während seiner Zeit als Nationaltrainer verzichtete er beispielsweise auf Spieler, wie den während der Mundialito überzeugenden Hugo de León, der jedoch der politischen Linken verbunden war. Unmittelbar vor der nun folgenden Fußball-Weltmeisterschaft 1986, bei der er auch auf der Trainerbank der uruguayischen Fußballnationalmannschaft saß, äußerte auch der ehemalige Nationalspieler Fernando Morena massive Kritik und zweifelte indirekt die Kompetenz des Trainers an. Während der WM 1986 wurde Borrás als erster Trainer bei einer Fußball-Weltmeisterschaft für ein Spiel gesperrt und musste auf der Tribüne Platz nehmen, da seine Mannschaft im Spiel gegen Schottland mit überhartem Einsatz aufgetreten war und er den Schiedsrichter zudem als Mörder bezeichnet hatte. Des Weiteren musste das uruguayische Nationalteam bei diesem WM-Turnier unter seiner Ägide eine desaströse 1:6-Niederlage gegen Dänemark hinnehmen, wofür er auch Jahre später in der uruguayischen Öffentlichkeit noch verantwortlich gemacht wurde. Schließlich wurde Borrás 1987 in diesem Amt abgelöst. Danach war er noch als Trainer der saudi-arabischen Fußballnationalmannschaft tätig.

## Sonstiges
Borrás lebte im montevideanischen Barrio Punta Gorda. (Stand: Juni 2004)

## Erfolge
- Copa América 1983
- Qualifikation mit Uruguay für die WM 1986
- Erstmalige Qualifikation mit den Montevideo Wanderers für die Copa Libertadores (1975)